# Atlanta Beat
Atlanta Beat is een Amerikaans voetbalteam dat speelt in Atlanta, Georgia. Het team speelt vanaf 2010 in de Women's Professional Soccer, de hoogste divisie in het Amerikaanse vrouwenvoetbal. Het team speelt haar wedstrijden in het KSU Soccer Stadium, dat een capaciteit heeft van 8.318. Het team is de opvolger van het opgeheven team Atlanta Beat dat in de Women's United Soccer Association speelde.

## Historie

### Naam
Atlanta Beat komt op een bijzondere manier aan haar naam. De club liet fans in een fan poll kiezen welke naam het beste was achter 'Atlanta'. De keuzes waren Attack, Beat, en Storm.

### Bouwen van het Team
Atlanta begon met het bouwen van het team tijdens de WPS Expansion Draft 2009 op 15 september 2009. Een week later selecteerde Atlanta vijf internationals tijdens de WPS International Draft 2009 waaronder drie van het Zweedse Umeå IK.

## Selectie 2010
| Nr.           | Naam                  | Nationaliteit    | Wed. | Doel. | Vorige clubs                                                                            |
| ------------- | --------------------- | ---------------- | ---- | ----- | --------------------------------------------------------------------------------------- |
| Keepers       |                       |                  |      |       |                                                                                         |
| 1             | Hope Solo             | Verenigde Staten | 6    | 0     | Philadelphia Charge, Kopparbergs/Göteborg FC, Olympique Lyonnais, Saint Louis Athletica |
| 17            | Brett Maron           | Verenigde Staten | 5    | 0     | SoccerPlus Connecticut, Fram, Kristianstads DFF                                         |
| -             | Malori Lofton-Malachi | Verenigde Staten | 0    | 0     | Onbekend                                                                                |
| Verdedigers   |                       |                  |      |       |                                                                                         |
| 6             | Kia McNeill           | Verenigde Staten | 9    | 0     | New England Mutiny, Bay State Select, Kristianstads DFF, Saint Louis Athletica          |
| 7             | Leigh Ann Robinson    | Verenigde Staten | 14   | 0     | San Diego Sunwaves, SD United, FC Gold Pride                                            |
| 23            | Tina Ellertson        | Verenigde Staten | 6    | 2     | Seattle Sounders                                                                        |
| Middenvelders |                       |                  |      |       |                                                                                         |
| 2             | McCall Zerboni        | Verenigde Staten | 14   | 0     | Vancouver Whitecaps, Los Angeles Sol                                                    |
| 3             | Tobin Heath           | Verenigde Staten | 3    | 0     | Geen                                                                                    |
| 4             | Stacy Bishop          | Verenigde Staten | 14   | 0     | Central Florida Krush, Jersey Sky Blue, Tampa Bay Hellenic, Boston Breakers             |
| 5             | Katie Larkin          | Verenigde Staten | 11   | 0     | Los Angeles Sol                                                                         |
| 9             | Mami Yamaguchi        | Japan            | 13   | 1     | Florida State Seminoles, Umeå IK                                                        |
| 11            | Angie Woznuk          | Verenigde Staten | 14   | 0     | Saint Louis Athletica                                                                   |
| 12            | Lori Chalupny         | Verenigde Staten | 5    | 0     | River Cities Futbol Club, Saint Louis Athletica                                         |
| 14            | Carolyn Blank         | Verenigde Staten | 5    | 0     | Saint Louis Athletica                                                                   |
| 18            | Aya Miyama            | Japan            | 7    | 0     | Yomiuri Menina, NTV Beleza, Okayama Yunogo Belle, Los Angeles Sol                       |
| 19            | Rebecca Nolin         | Engeland         | 7    | 0     | Onbekend                                                                                |
| 20            | Sophia Mundy          | Verenigde Staten | 6    | 0     | Afturelding, Valur, Boston Aztec, Boston Breakers                                       |
| Aanvallers    |                       |                  |      |       |                                                                                         |
| 8             | Monica Ocampo         | Mexico           | 7    | 1     | Onbekend                                                                                |
| 10            | Ramona Bachmann       | Zwitserland      | 6    | 1     | SC Luwin, Umeå IK                                                                       |
| 13            | Johanna Rasmussen     | Denemarken       | 12   | 2     | B1921, Fortuna Hjørring, Umeå IK                                                        |
| 15            | Amanda Cinalli        | Verenigde Staten | 9    | 0     | Fort Wayne Fever, Cleveland Internationals, Saint Louis Athletica                       |
| 21            | Eniola Aluko          | Engeland         | 7    | 1     | Birmingham Ladies, Charlton Athletic Ladies, Chelsea Ladies, Saint Louis Athletica      |
| 24            | Lauren Sesselmann     | Verenigde Staten | 7    | 0     | FC Indiana, Sky Blue FC                                                                 |